# Ролф Дитер Клуге
Ролф Дитер Клуге (Пирна, 26. јун 1937 — Тибинген, 13. марта 2024) био је немачки  филолог и академик, инострани члан састава Српске академије науке и уметности од 27. октобра 1994.

## Биографија
Завршио је докторат словенске филологије на Универзитет у Мајнцу 1965. године и хабилитацију 1975. Радио је као асистент на Универзитету у Мајнцу од 1963. и као доцент од 1972, као професор на Универзитету у Фрајбургу од 1975, као редовни професор словенске књижевности на Универзитету у Тибингену 1982—2002, као гостујући професор на Универзитету у Торонту од 1984, као декан Факултета за модерну филологију 1989—90, као заменик председника Универзитета у Тибингену 1994—95. и као професор на Универзитету у Варшави од 2002. Истражује филологију, славистику и историју словенских књижевности. Предавао је „Дело Иве Андрића са западног гледишта” у Српској академији науке и уметности 8. децембра 1995. Добитник је награде „Гутенберг” града Мајнца 1960. године и почасни професор Московског државног универзитета Ломоносов од 1995.